# AAU CubeSat
Der AAU CubeSat ist ein dänischer Amateurfunksatellit.

## Aufbau und Mission
Der Satellit wurde von Studenten des Ålborg Universitetscenters entwickelt und gebaut. Es handelt sich um einen Picosatellit im Cubesat-Format 1U, der kleinstmöglichen Cubesat-Bauform. Der Satellit diente der Ausbildung von Studenten und dem Betrieb einer CMOS-Digitalkamera über Amateurfunk.
Er wurde am 30. Juni 2003 mit einer russischen Rockot-Rakete als Sekundärnutzlast vom Kosmodrom Plessezk aus in einen Low Earth Orbit gestartet. Seine COSPAR-Bezeichnung lautet 2003-031G.
Der Nachfolger des AAU CubeSat ist der AAU-Cubesat 2.